# Muerte y funeral de Diego Maradona
La muerte de Diego Armando Maradona, exfutbolista y entrenador argentino, ocurrió el 25 de noviembre de 2020 en su residencia del barrio San Andrés, en Dique Luján, provincia de Buenos Aires.
Según los resultados de la autopsia, falleció a los 60 años debido a una insuficiencia cardíaca aguda en un paciente con miocardiopatía dilatada e insuficiencia cardíaca congestiva crónica, lo que provocó un edema agudo de pulmón. La justicia argentina, inicialmente, descartó signos de criminalidad en el deceso y lo consideró de «causas naturales».
El funeral de Maradona se llevó a cabo al día siguiente en la Casa Rosada, sede del gobierno argentino, con honores de funeral de Estado, y posteriormente sus restos fueron inhumados el 26 de noviembre en el cementerio privado Jardín Bella Vista, junto a las tumbas de sus padres. El entonces presidente Alberto Fernández decretó tres días de duelo nacional en su memoria.

## Sucesos previos al fallecimiento
El 30 de octubre de 2020 Maradona había cumplido 60 años, en medio de preocupaciones por su estado de salud. El 2 de noviembre de 2020 fue internado en una clínica de La Plata, inicialmente por un cuadro de anemia, deshidratación y depresión.
Durante esos estudios se le detectó un hematoma subdural en la cabeza, por lo que al día siguiente fue sometido a una cirugía cerebral de urgencia para evacuar el coágulo. La operación fue exitosa, y Maradona recibió el alta hospitalaria el 11 de noviembre, tras ocho días de recuperación en la Clínica Olivos de Buenos Aires.
Luego se instaló en una casa alquilada en un barrio privado de Tigre para continuar con su rehabilitación bajo cuidados médicos domiciliarios, mientras se definía un tratamiento por su adicción al alcohol y dependencia a fármacos. Dicho entorno de asistencia fue posteriormente calificado como inadecuado, al carecer del equipamiento y atención especializada necesarios.

## Fallecimiento
En la mañana del 25 de noviembre de 2020, Diego Maradona fue hallado sin responder en su cama por su psiquiatra, Agustina Cosachov, y su psicólogo, Carlos Díaz, quienes habían acudido a su visita de rutina. De inmediato iniciaron maniobras de reanimación cardiopulmonar junto con una enfermera presente, mientras se solicitaban ambulancias. La llamada al servicio de emergencias se registró alrededor de las 12:16, y la primera ambulancia llegó al domicilio a las 12:28. Sin embargo, los paramédicos no lograron reanimarlo; finalmente un médico de la ambulancia confirmó la muerte de Maradona a las 13:10 horas aproximadamente, tras varios intentos fallidos de RCP.
Esa misma tarde se realizó la autopsia en la morgue de San Fernando. El informe forense preliminar determinó que la causa del fallecimiento fue una insuficiencia cardíaca congestiva agravada que derivó en un edema agudo de pulmón, en el contexto de una miocardiopatía dilatada preexistente. Este cuadro habría provocado una muerte súbita mientras Maradona dormía. Los análisis toxicológicos revelaron la presencia de diversos fármacos psicotrópicos en su organismo, utilizados en su tratamiento médico, pero no se hallaron drogas ilegales. Las autoridades judiciales enfatizaron que no había indicios de violencia o criminalidad en torno al deceso, calificando la muerte como resultado de causas naturales.

## Funeral y homenajes
La noticia de la muerte de Maradona causó conmoción nacional e internacional inmediata. El gobierno argentino ofreció a la familia la Casa Rosada para realizar la capilla ardiente, a lo cual ellos accedieron. El velatorio público se organizó allí mismo el 26 de noviembre de 2020. El féretro de Maradona, cerrado, fue cubierto con la bandera argentina y estuvo rodeado de algunas de sus camisetas emblemáticas, una de la selección argentina con el número 10 a los pies del ataúd, y otras de sus clubes como Boca Juniors, similar a la de 1981, año en que salió campeón con ese club, y Argentinos Juniors, este último colocado por su hija Dalma en honor al equipo de sus amores. Durante la madrugada inicial, el embajador argentino en Roma entregó a la familia un rosario bendecido enviado por el papa Francisco, el cual fue colocado sobre el ataúd. Cerca del mediodía, el entonces presidente Alberto Fernández acudió a la capilla ardiente junto a la primera dama; el mandatario, visiblemente conmovido, depositó sobre el féretro una camiseta de Argentinos Juniors y pañuelos blancos simbólicos de Madres y Abuelas de Plaza de Mayo en señal de respeto. A lo largo de la jornada, más de un millón de personas pasaron por el Salón de los Patriotas Latinoamericanos para despedir a Maradona, formando extensas filas en la Plaza de Mayo.
Aunque inicialmente se había previsto un velatorio de aproximadamente diez horas de duración, la masiva afluencia de público y desbordes en la organización obligaron a finalizar la ceremonia antes de lo programado. Alrededor de las 14:00, algunos fanáticos impacientes derribaron vallas e ingresaron a los patios internos de la Casa Rosada, lo que generó incidentes y enfrentamientos con la policía en las afueras. Por motivos de seguridad, la familia decidió dar por concluido el velatorio público de forma abrupta, retirándose el féretro de la capilla ardiente mientras continuaban los disturbios en las calles cercanas.
Tras darse por terminado el velatorio, se inició el cortejo fúnebre desde Casa Rosada hacia el cementerio Jardín Bella Vista, en la zona noroeste del Gran Buenos Aires. Miles de aficionados se volcaron a lo largo del trayecto para dar el último adiós, aglomerándose en autopistas y calles al paso del coche fúnebre. El traslado tuvo algunos contratiempos, como una equivocación de camino que dejó al cortejo atrapado brevemente en el tráfico, pero finalmente arribó al cementerio hacia las 19:00 horas del 26 de noviembre. La inhumación se realizó en una ceremonia íntima y privada, con la presencia exclusiva de familiares directos y amigos cercanos. Maradona fue sepultado antes de las 20:00 junto a las tumbas de sus padres, Diego Maradona «Chitoro» –Don Diego– y Dalma Salvadora Franco –Doña Tota–.
En Argentina, el gobierno nacional declaró inmediatamente tres días de duelo en todo el país mediante el decreto 936/2020, suspendiendo actos oficiales y honrando la memoria del «astro del fútbol». Durante esos días, multitudes se reunieron espontáneamente en distintos puntos del país para rendir homenaje, dejando flores, camisetas y mensajes de despedida. En la ciudad italiana de Nápoles, donde Maradona es ídolo histórico del S. S. C. Napoli, el estadio San Paolo fue oficialmente rebautizado como Estadio Diego Armando Maradona apenas una semana después de su fallecimiento, por decisión unánime del ayuntamiento napolitano en honor a su legado deportivo. Asimismo, miles de tifosi se congregaron en los alrededores del estadio y en el famoso mural de Maradona en el barrio de Quartieri Spagnoli, encendiendo velas y entonando cánticos en su honor. En otros lugares del mundo se repitieron tributos, por ejemplo, en la ciudad inglesa de Manchester se iluminó el estadio Etihad con los colores argentinos, y en el Estadio Azteca de Ciudad de México se proyectaron imágenes y se realizaron ofrendas en memoria del jugador.
El mundo del fútbol también le rindió honores durante las competiciones en curso. En los partidos de la UEFA Champions League, la Copa Libertadores de América y numerosas ligas nacionales se realizó un minuto de silencio antes de comenzar los encuentros, en recuerdo de Maradona. Jugadores ingresaron al campo con brazaletes negros de luto y algunos equipos dedicaron sus victorias a la memoria del «Pelusa». La FIFA colocó la bandera a media asta en su sede de Zúrich y destacó el impacto global de Maradona en mensajes oficiales.

## Reacciones internacionales
Mandatarios y exmandatarios, entre ellos Emmanuel Macron, Andrés López Obrador, Michael D. Higgins, Luiz Inácio Lula da Silva, Evo Morales y George Weah, expresaron sus condolencias. Asimismo, futbolistas como Lionel Messi y Cristiano Ronaldo, así como el Papa Francisco, quien envió un rosario a la familia de Maradona, también rindieron homenaje.